# Parapsilocephala elegans
Parapsilocephala elegans är en tvåvingeart som beskrevs av Krober 1912. Parapsilocephala elegans ingår i släktet Parapsilocephala och familjen stilettflugor. Inga underarter finns listade i Catalogue of Life.